# 9 секунд
«9 секунд» (рос. 9 секунд) — російський фільм 2024 року режисера Олега Штрома. Заснований на реальних подіях, він розповідає про подвиг молодого матроса Алдара Циденжапова. Фільм практично з документальною точністю відтворює біографію матроса, використовуючи спогади його батьків.

## Сюжет
Вивчення морської справи та служба на флоті залишаються заповітною мрією для хлопців, які прагнуть проявити свої найкращі якості в складних та цікавих операціях. Захист рідних берегів і виконання відповідальних завдань вимагають ідеальної витримки, холоднокровності та безмежної мужності. Швидкохідні кораблі маневрами викликають захоплення у справжніх поціновувачів. Екіпаж есмінця виконує різноманітні завдання, патрулюючи берегову лінію та протидіючи ворожим судам. Команді потрібно постійно бути на чеку, уважно реагуючи на найменші прояви зовнішньої загрози. Моряки проходять перевірку на міцність під час позаштатної ситуації. Пожежа, що швидко поширюється, загрожує життю героїв, інженерів. Обстановка стає вибухонебезпечною, на кону життя 348 осіб. Алдар Циденжапов у критичний момент знаходить у собі сили проявити розум і спокій, негайно приступаючи до гасіння загоряння, демонструючи героїзм та сміливість, мотивуючи товаришів до дій.
Я не був упевнений, що мені дозволять знімати фільм про їхнього сина, але мама сказала — робіть, і подарувала мені фотографію Алдара… Одне лише в сюжеті вигадка — дівчина, в яку закоханий головний герой. У матроси хлопець йшов зовсім неодруженим. Але якесь героїчне кіно без лірики. Кохану героя зіграла випускниця ВДІКу Олександра Шабаліна — приваблива, безпосередня. «Якби мій син мав би дівчину, то вона була б саме така», — сказала мама, подивившись фільм. І - заплакала.— продюсер фільму Юрій Обухов

## У ролях
| Актор                | Роль                            |
| -------------------- | ------------------------------- |
| Бато Шойнжонов       | Алдар Циденжапов                |
| Арсалан Протасов     | Алдар у дитинстві               |
| Солбон Суботін       | Батор, батько Алдара            |
| Надія Мунконова      | Білігма, мама Алдара            |
| Олег Бабуєв          | Зидига, дід Алдара              |
| Арюна Циденова       | Арюна, сестра Алдара            |
| Олександра Шабаліна  | Лана, дівчина Алдара            |
| Баїр Базаров         | Содном, товариш Алдара          |
| Іван Непомнящий      | Кеша, товариш Алдара            |
| Дар'я Басаргіна      | Айлана                          |
| Дмитро Пєвцов        | лікар Воскресенський            |
| Данило Співаковський | лікар                           |
| Олексій Кірсанов     | Гліб Алексєєв, командир есмінця |
| Максим Вахрушев      | Рустам Тарутін                  |
| Олексій Засідко      | Сергій Марков                   |
| Володимир Ілюхін     | Ігор Калінін                    |

## Виробництво
Зйомки відбулися влітку 2023 року у два етапи.
Перший етап проходив у липні в селищі Агінське, де народився і виріс герой, будинок батьків був перебудований, але зберігся дідусів дім, де Алдар часто бував, а в останні два роки й проживав.
Другий етап зйомок проходив у серпні у Владивостоці за участю кораблів ТОФ і військових вертольотів. Частина зйомок відбулася на військово-морській базі ТОФ Фокіно, на 33-му Адміральському причалі, та на есмінці «Быстрый», його у 2021 році було виведено в резерв, на борту організовано гуртожиток, зйомки велися в кубриках, частково в машинному відділенні, хоча для основних сцен пожежі машинне відділення було побудовано окремо у павільйоні..
Спеціально для зйомок у фільмі повернувся до кіно відомий актор Дмитро Пєвцов, який виконав роль лікаря Воскресенського. За словами актора:
«Я був потрібний цьому проекту. Не міг відмовити участі в цій історії. Вона вразила мене дбайливим ставленням, любов'ю до цього хлопця, до армії та флоту, до нашої країни та глядачів. Це рідкісний випадок. Хочу, щоб це кіно переглянуло якомога більше росіян»

## Показ
Перші закриті покази фільму відбулися на батьківщині героя - 31 травня 2024 року в Читі та 1 червня у селищі Агінське.
26 липня презентовано офіційний трейлер фільму.
13 вересня у Владивостоці в кінотеатрі «Океан» відбувся відкритий показ фільму..
23 вересня відбулася офіційна прем'єра в московському кінотеатрі «Октябрь», а наступного дня показали фільм у кінотеатрі «Поклонка» при Музеї Перемоги..
У кінопрокат фільм вийшов 26 вересня 2024 року і за перші два тижні потрапив до ТОП-10 російського кінопрокату. Станом на 17 листопада фільм переглянуло 248 921 глядач, а касові збори становили 70 451 532 рублі.

## Нагороди та фестивалі
- Жовтень 2024 — VIII Ялтинський міжнародний кінофестиваль «Євразійський міст» — фільм отримав Спеціальний приз «За блискуче та правдиве зображення подвигу та пам'яті про героїв нашої країни»[15]
- Листопад 2024 — XX фестиваль військово-патріотичного фільму «Волоколамський рубіж» — Приз журі «За твердість характеру героя фільму»[16]